# Gerda Nowack
Gerda Nowack (* 22. Januar 1915 in Breslau; † nach 1986) war eine deutsche politische Funktionärin (KPD).

## Leben und Tätigkeit
Nowack war die Tochter eines Holzbildhauers und Sozialdemokraten. Nach dem Erwerb der mittleren Reife im Jahr 1930 durchlief sie eine kaufmännische Lehre und arbeitete dann als Stenotypistin.
1929 trat sie in die Sozialistische Arbeiterjugend (SAJ) und 1930 in den Zentralverband der Angestellten (ZdA). 1931 trat Nowack mit einem Großteil der Breslauer SAJ zum Sozialistischen Jugendverband Deutschlands (SJV) über. Ende 1933 fand sie Anschluss an die illegale Kommunistische Jugendorganisation (KJO).
Bis zu ihrer ersten Verhaftung im Mai 1935 durch die Geheime Staatspolizei war Nowack illegal in der kommunistischen Untergrundorganisation gegen die im Frühjahr 1933 errichtete NS-Herrschaft tätig. Im Juli 1935 wurde sie freigelassen, weil die Gestapo hoffte, durch die heimliche Überwachung ihres Umgangs weitere Spuren zur illegalen Organisation zu finden. Nowack, der ihre Überwachung nicht entging, floh infolgedessen in die Tschechoslowakei.
Von 1935 bis 1942 wurde Nowack steckbrieflich gesucht. Im August 1942 wurde sie ausgebürgert.
Im Zuge der Annexion von Teilen der Tschechoslowakei durch die NS-Regierung im Jahr 1938 floh Nowack nach Großbritannien.
Den nationalsozialistischen Polizeiorganen nach wie vor als „gefährliche“ Staatsfeindin geltend wurde Nowack im Frühjahr 1940 vom Reichssicherheitshauptamt auf die sogenannte Sonderfahndungsliste G.B., ein Verzeichnis von Personen, die im Falle einer erfolgreichen Invasion und Besatzung der britischen Insel durch die deutsche Wehrmacht automatisch und vorrangig von Sonderkommandos der SS verhaftet werden sollten, gesetzt.
1948 ging Nowack in die Vereinigten Staaten. 1962 kehrte sie nach Deutschland zurück. 1986 trat sie in die Sozialdemokratische Partei Deutschlands ein. 1987 war sie in Nürnberg wohnhaft.